# Anchomenidius
Anchomenidius is een geslacht van kevers uit de familie van de loopkevers (Carabidae). De wetenschappelijke naam van het geslacht is voor het eerst geldig gepubliceerd in 1880 door Heyden.

## Soorten
Het geslacht Anchomenidius is monotypisch en omvat slechts de volgende soort:
- Anchomenidius astur Sharp, 1873